# Яшугин, Иван Петрович
Ива́н Петро́вич Яшу́гин (29 июля [11 августа] 1907, дер. Чучелово, ныне дер. Веселово Тверской области — 30 ноября 1992, Санкт-Петербург ) — советский певец (бас), педагог. Народный артист РСФСР (1957). Лауреат Сталинской премии второй степени (1951).

## Биография
С 1934 пел в Оперной студии Ленинградской консерватории. В 1938 окончил Ленинградскую консерваторию (С. М. Мирович, класс вокала), с того же года — солист Ленинградского театра оперы и балета (до 1959). До 1965 выступал как концертирующий певец. В 1965—1982 преподавал вокал в Музыкальном училище при Ленинградской консерватории.

## Оперные партии
- «Орлеанская дева» Чайковского — Тибо
- «Руслан и Людмила» Глинки — Руслан
- «Псковитянка» Римского-Корсакова — Иван Грозный
- «Семья Тараса» Кабалевского — Тарас
- «Иван Сусанин» Глинки — Сусанин
- «Хованщина» Мусоргского — Досифей
- «Русалка» Даргомыжского — Мельник
- «Фауст» Гуно — Мефистофель
- «Князь Игорь» Бородина — Галицкий
- «Мазепа» Чайковского — Кочубей
- «Емельян Пугачев» Коваля — Емельян Пугачёв
- «Декабристы» Шапорина — Бестужев, Пестель
- «Иван Болотников» Степанова — Болотников
- «Мать» Хренникова — Весовщиков

## Песенный репертуар
- «В труде мы будем первыми» (Ф. Мартынов — Л. Татьяничева и А. Гольдберг)
- «Выборгская сторона» (В. Маклаков — Н. Глейзаров)
- «Далёкая, хорошая» (М. Матвеев — И. Винниченко)
- «За горами, за Карпатскими» (Г. Носов — А. Чуркин)
- «За мир и свободу» (Г. Носов — С. Фогельсон)
- «Марш ленинградцев» (М. Феркельман — А. Чуркин)
- «Море» (В. Сорокин — В. Лифшиц)
- «Ой, ты, северное море» (М. Блантер — А. Галич)
- «Песня-марш Советской армии» (В. Липатов — Н. Глейзаров)
- «Песня о Ленинграде» (Г. Носов — А. Чуркин)
- «Славное море, священный Байкал» (Ю. Арнольд — Д. Давыдов)
- «Споём, друзья-товарищи» (В. Соловьёв-Седой — Н. Глейзаров)
- «У родного Иртыша» (В. Соловьёв-Седой — Н. Глейзаров)
- «Уж совсем светло» (В. Макаров — К. Иванов)
- «Ходит по полю девчонка» (М. Фрадкин — Н. Рыленков)

## Награды
- 1 июня 1940 — Орден «Знак Почёта»[1]
- 1947 — Заслуженный артист РСФСР
- 1951 — Лауреат Сталинской премии второй степени за оперу «Семья Тараса»
- 1957 — Народный артист РСФСР
- 4 июля 1983 — Орден Дружбы народов

## Сочинения
- Яшугин И. Мысли молодого актера // За советское искусство. 1940. 16 мая.
- Яшугин И. Я счастлив, что снова пою перед ленинградцами // Ленинградская правда. 1944. 1 сентября.
- Яшугин И. Трудная роль // За советское искусство. 1945. 21 дек. (о работе над партией Тибо в опере Чайковского "Орлеанская дева")
- Яшугин И. Путь певца // За советское искусство. 1947. 7 ноября.
- Яшугин И. Моя работа над партией Бориса Годунова // За советское искусство. 1949. 19 апреля.